# Wix.com
Wix.com（ウィックス）は、世界で2.9億人以上が利用するノーコードのホームページ作成ツール。
無料版と有料版サービスを展開。有料版は独自ドメインの設定や広告非表示の選択ができ、プレミアムサポートが受けられる仕様となっている。
インターネットを通じて個人やビジネスが創造、貢献、成長できるソリューションを提供することを理念としている。

## 歴史
Wixは2006年10月にアヴィシャイ・アブラハミ、ギオラ・キャプラン、ナダブ・アブラハミによって設立された。
本社所在地はテルアビブ（イスラエル）、支社はベエルシェバ（イスラエル）、ニューヨーク、サンフランシスコ、マイアミ、シーダーラピッズ（アメリカ合衆国）、ベルリン（ドイツ）、サンパウロ、サンタナ・デ・パルナイーバ（ブラジル）、ヴィリニュス（リトアニア）、キーウ、ドニプロ、リウィッラ（ウクライナ）、ダブリン（アイルランド）、クラクフ（ポーランド）、東京（日本）。
- 2006年：Wix設立
- 2007年：最初のβ版リリース
- 2008年：Flashエディタリリース
- 2009年：ユーザー数100万人突破
- 2011年：ユーザー数1000万人突破
- 2012年：HTML5版（旧エディタ）をリリース、Wix App Marketが誕生、「Wix エディタ」日本語版リリース
- 2013年：NASDAQ市場に上場
- 2014年：ユーザー数5000万人突破
- 2015年：新エディタをリリース
- 2017年：ユーザー数1億人突破
- 2019年：「Velo by Wix」リリース、Wix 日本法人設立、日本語コールセンター開設
- 2021年：ユーザー数2億人突破
- 2023年：「Wix Headless」[2]「Wix Studio」[3]リリース
- 2024年：「AI サイトビルダー」[4]リリース

## 特徴
Wixは、英語、日本語を含む全22言語でサービスを提供するクラウドベースのホームページ作成ツールである。無料版と有料版があり、有料版ではWixロゴの非表示、独自ドメイン、24時間受付カスタマーケア、オンラインビジネス機能などが利用できる。ホームページ公開に必須のサーバー・ドメインもWix内で完結する。
ノーコードでページ作成・編集できるほか、ブログ、ネットショップ、オンライン予約、イベント管理、レストラン予約といった機能がアプリの追加のみで使え、拡張性が高いのが特徴。効果的なウェブサイトの運用には、外部からのトラフィックを獲得したり、顧客管理を行ったりする機能が必要だが、Wixでは一連のマーケティング機能を管理画面からすぐに使うことができる。

## Wixパートナープログラム
Wixには、クライアント向けにWeb制作を行う制作会社やフリーランサーのためのロイヤルティプログラム「Wix パートナープログラム」がある。誰でも登録することができるが、制作実績に応じてポイントが加算され、パートナーレベルが上がる仕組みとなっている。
Wixが運営するクライアントと制作会社のマッチングプラットフォーム「Wix Marketplace」では、ウェブデザイン、SEO対策、動的ページの実装、他のプラットフォームからWixへの移行などの専門知識を持ったパートナーを検索できる。